# 山地麻蜥
山地麻蜥（学名：Eremias brenchleyi）为蜥蜴科麻蜥属的爬行动物。分布于蒙古、俄罗斯以及中国大陆的内蒙古、北京、河北、山西、陕西、山东、江苏、安徽等地，主要栖息于岩石裸露的砾质山坡以及长有稀疏的荆蒿杂草和阔叶树。该物种的模式产地在蒙古。

## 保护
本种于2023年被收录入《有重要生态、科学、社会价值的陆生野生动物名录》。